# European Outdoor Film Tour
Die European Outdoor Film Tour (EOFT) ist die größte Outdoor-Filmtour Europas, die jährlich in 14 Ländern Station macht, wobei Filme zu den Themen Extremsport, Outdoor und Abenteuer gezeigt werden.

## Geschichte
Im Jahr 2001 begann die European Outdoor Film Tour, gegründet von Joachim Hellinger und Thomas Witt, mit Aufführungen in 16 Städten. Mit einer Dauer von etwa zwei Stunden werden hierbei verschiedene Extremsportkurzfilme in Dokumentationsform gezeigt. Die Zusammenstellung der Filme ändert sich dabei von Jahr zu Jahr. Sie werden in den jeweiligen Städten in Theatern, Universitäten sowie speziellen Eventlocations gezeigt. Über die Jahre steigerte sich die Zahl der Städte, in denen die Filme gezeigt werden. Bei der Tour 2014/15 erreichte sie über 300 Aufführungen in 163 Städten und 14 Ländern. Dabei konnte die EOFT über 200.000 Zuschauer verzeichnen. Geprägt ist die Filmtour von ihrem Eventcharakter. Durch einen Moderator werden die Filme mit kurzen Erklärungen angekündigt. Jährlich wird vom Publikum per Online-Abstimmung der beste Film des jeweiligen Programms mit dem Audience Award ausgezeichnet. Sponsoren der Veranstaltung sind Mammut und Gore-Tex.

## Filmbeiträge
Typische Filminhalte sind Dokumentationen über Extremsportarten. In fast jedem Jahr sind Beiträge über das Bergsteigen, Klettern, Kajak, Skifahren und Mountainbike enthalten. Eine Mischung aus professionellen, aufwendigen Produktionen sowie Projekten mit kleinen Budgets und minimaler technischer Ausstattung zeichnen das Programm aus. Der Fokus liegt auf dem Erzählen von Geschichten und der authentischen Darstellung der Protagonisten. Gleichzeitig besteht der Anspruch, aktuelle Höchstleistungen der jeweiligen Sportarten zu zeigen.
Die Filme sind entweder Eigenproduktionen, Koproduktionen oder Lizenzierungen. Das "European Outdoor Film Tour"-Programm enthält meist speziell editierte und dramaturgisch verdichtete Versionen von längeren Filmen. Dabei dient die Filmtour vielen wenig bekannten Sportlern und Filmemachern als Sprungbrett, um ihre Leistungen einem großen Publikum zu präsentieren und sich in der Szene zu etablieren.